# Hockey Club Lev 2012-2013
La stagione 2012-2013 è la seconda che l'Hockey Club Lev disputa nella Kontinental Hockey League, la prima stagione giocata a Praga dopo il trasferimento da Poprad. Il Lev è riuscito a qualificarsi per i playoff dove è stato eliminato al primo turno dal CSKA Mosca, ha concluso la stagione al 15º posto della Lega, con 76 punti in 52 partite, top scorer della squadra è stato Jakub Klepiš con 38 punti (20 gol e 18 assist).

## Eventi della stagione
Dopo la stagione 2011–12, sono state fatte delle speculazioni su di un trasferimento a Praga, dove si potrebbe giocare nell'O2 Arena con una capacità di quasi 18.000 posti. Il 29 marzo 2012, la federazione di Hockey ceca (ČSLH) dà l'autorizzazione all'HC Lev di giocare nella Repubblica Ceca. Il 24 aprile l'HC Lev chiede ufficialmente alla KHL di giocare a Praga dalla stagione 2012-2013. Lo stadio non sarà la O2 Arena ma la Tesla Arena che verrà condivisa con lo Sparta Praga che è anche squadra affiliata all'HC Lev. È stato comunque trovato una accordo con i gestori della O2 Arena per disputare quattro partite casalinghe in questa prima stagione.
Il Lev ha iniziato la stagione il 6 settembre 2012 in casa con una vittoria per 2-1 contro la Dinamo Riga. Lev iniziato forte, e vincendo 5 delle prime 6 partite, portandosi in testa alla Western Conference. Dopo che è entrato in vigore il lockout NHL nel mese di settembre, il Lev mette sotto contratto Jakub Voráček, Jiří Hudler e Zdeno Chára per tutta la durata del lockout.
Il 10 ottobre durante la partita HC Lev - OHK Dinamo disputata alla O2 Arena di Praga è stato stabilito il nuovo record di affluenza per una partita della KHL con 16 304.
Il 26 ottobre, dopo 9 sconfitte nelle ultime 10 partite, l'HC Lev decide di sollevare dall'incarico l'allenatore Josef Jandač; la squadra viene affidata ad interim agli assistenti allenatori Jiří Kalous e Vitalij Karamnov. Il 6 novembre il HC Lev annuncia di aver nominato quale nuovo capo allenatore il ceco Václav Sýkora..

## Staff tecnico
Aggiornato al 26 dicembre 2012
| Allenatore:              | Václav Sýkora    |
| Assistente allenatore:   | Jiří Kalous      |
| Assistente allenatore:   | Vitalij Karamnov |
| Allenatore dei portieri: | Rostislav Haas   |
| Preparatore atletico:    | Marián Voda      |

## Roster
Aggiornato al 9 aprile 2013
| N. | Naz.                  | Ruolo | Nome                | Anno | Alt. | Peso | Tiro |
| -- | --------------------- | ----- | ------------------- | ---- | ---- | ---- | ---- |
| 2  | Rep. Ceca (bandiera)  | P     | Ondrej Kocian       | 1991 | 175  | 76   | L    |
| 42 | Rep. Ceca (bandiera)  | P     | Tomáš Pöpperle      | 1984 | 185  | 85   | L    |
| 31 | Rep. Ceca (bandiera)  | P     | Jakub Štěpánek      | 1986 | 187  | 77   | L    |
| 91 | Rep. Ceca (bandiera)  | D     | Jakub Krejčík       | 1991 | 187  | 87   | L    |
| 95 | Finlandia (bandiera)  | D     | Sami Lepistö        | 1984 | 185  | 88   | L    |
| 66 | Slovacchia (bandiera) | D     | Juraj Mikuš         | 1988 | 194  | 91   | L    |
| 94 | Finlandia (bandiera)  | D     | Mikko Mäenpää       | 1983 | 178  | 79   | L    |
| 92 | Rep. Ceca (bandiera)  | D     | Jakub Nakládal      | 1987 | 187  | 90   | R    |
| 63 | Rep. Ceca (bandiera)  | D     | Ondřej Němec - A    | 1984 | 182  | 90   | L    |
| 74 | Canada (bandiera)     | D     | Nathan Oystrick     | 1982 | 183  | 95   | L    |
| 25 | Svezia (bandiera)     | D     | Mathias Porseland   | 1986 | 188  | 87   | R    |
| 23 | Slovacchia (bandiera) | A     | Ľuboš Bartečko - A  | 1976 | 183  | 86   | L    |
| 16 | Rep. Ceca (bandiera)  | A     | Michal Birner       | 1986 | 183  | 91   | L    |
| 61 | Canada (bandiera)     | A     | Erik Christensen    | 1983 | 185  | 87   | L    |
| 62 | Slovacchia (bandiera) | A     | Lukáš Cingel        | 1992 | 186  | 88   | L    |
| 47 | Lettonia (bandiera)   | A     | Mārtiņš Cipulis     | 1980 | 181  | 85   | L    |
| 44 | Svezia (bandiera)     | A     | Nicklas Danielsson  | 1984 | 184  | 83   | R    |
| 11 | Svezia (bandiera)     | A     | Richard Gynge       | 1987 | 186  | 89   | R    |
| 81 | Slovacchia (bandiera) | A     | Marcel Hossa        | 1981 | 187  | 100  | L    |
| 75 | Russia (bandiera)     | A     | Vitalij Karamnov    | 1989 | 186  | 90   | R    |
| 21 | Rep. Ceca (bandiera)  | A     | Jakub Klepiš        | 1984 | 186  | 95   | R    |
| 17 | Lettonia (bandiera)   | A     | Aleksandrs Ņiživijs | 1976 | 177  | 77   | R    |
| 12 | Rep. Ceca (bandiera)  | A     | Jiří Novotný - C    | 1983 | 188  | 97   | R    |
| 30 | Rep. Ceca (bandiera)  | A     | Tomáš Rachůnek      | 1991 | 183  | 88   | R    |
| 26 | Rep. Ceca (bandiera)  | A     | Michal Řepík        | 1988 | 179  | 82   | R    |
| 64 | Rep. Ceca (bandiera)  | A     | Jiří Sekáč          | 1992 | 187  | 80   | L    |
| 43 | Slovacchia (bandiera) | A     | Tomáš Surový        | 1981 | 184  | 98   | L    |
| 20 | Rep. Ceca (bandiera)  | A     | Petr Vrána          | 1985 | 177  | 83   | L    |

Legenda: P = Portiere, D = Difensore, A = Attaccante, L = sinistra, R = destra

## Trasferimenti

### In Estate
| Arrivi | Arrivi         | Arrivi       | Arrivi        |
| R.     | Nome           | da           | Modalità      |
| ------ | -------------- | ------------ | ------------- |
| P      | Tomáš Pöpperle | Sparta Praga | Free Agent    |
| A      | Juraj Mikúš    | TPS          | Fine Prestito |
| D      | Tomáš Mojžíš   | TPS          | Free Agent    |

Legenda: P=Portiere; D=Difensore; A=Attacco

### In stagione
| Arrivi | Arrivi              | Arrivi              | Arrivi                |
| R.     | Nome                | da                  | Modalità              |
| ------ | ------------------- | ------------------- | --------------------- |
| A      | Jakub Voráček       | Philadelphia Flyers | Lockout NHL           |
| A      | Jiří Hudler         | Calgary Flames      | Lockout NHL           |
| D      | Martin Škoula       | Avangard Omsk       | Risoluzione contratto |
| D      | Jakub Krejčík       | Slavia Praga        | Risoluzione contratto |
| D      | Zdeno Chára         | Boston Bruins       | Lockout NHL           |
| P      | Jakub Štěpánek      | SKA Pietroburgo     | Scambio               |
| A      | Michal Birner       | TPS                 | Fine Prestito         |
| A      | Roman Červenka      | Slavia Praga        | Lockout NHL           |
| A      | Tomáš Rachůnek      | Sparta Praga        | Fine Prestito         |
| A      | Mārtiņš Cipulis     | Dinamo Riga         | Risoluzione contratto |
| A      | Nicklas Danielsson  | Berna               | Risoluzione contratto |
| D      | Jakub Nakládal      | Spartak Mosca       | Risoluzione contratto |
| A      | Richard Gynge       | Dinamo Mosca        | Scambio               |
| A      | Aleksandrs Ņiživijs | Dinamo Riga         | Risoluzione contratto |
| D      | Sami Lepistö        | Lok. Jaroslavl’     | Risoluzione contratto |
| D      | Mikko Mäenpää       | CSKA Mosca          | Risoluzione contratto |

| Partenze | Partenze           | Partenze            | Partenze              |
| R.       | Nome               | a                   | Modalità              |
| -------- | ------------------ | ------------------- | --------------------- |
| A        | Michal Birner      | TPS                 | Prestito              |
| A        | Paul Szczechura    | Dinamo Riga         | Risoluzione contratto |
| A        | Jiří Hudler        | Calgary Flames      | Risoluzione contratto |
| A        | Tomáš Rachůnek     | Sparta Praga        | Prestito              |
| D        | Tomáš Mojžíš       | Sparta Praga        | Prestito              |
| D        | Michal Sersen      | Avtomobilist        | Scambio               |
| A        | Jiří Sekáč         | Sparta Praga        | Prestito              |
| P        | Drew MacIntyre     | Litomeric           | Prestito              |
| P        | Drew MacIntyre     | Free agent          | Risoluzione contratto |
| D        | Alexandre Picard   | Free agent          | Risoluzione contratto |
| P        | Marcel Melicherčík | Litomeric           | Prestito              |
| D        | Martin Škoula      | Litomeric           | Prestito              |
| D        | Martin Škoula      | Free agent          | Risoluzione contratto |
| A        | Jakub Voráček      | Philadelphia Flyers | Fine Lockout NHL      |
| D        | Zdeno Chára        | Boston Bruins       | Fine Lockout NHL      |
| A        | Roman Červenka     | Calgary Flames      | Fine Lockout NHL      |
| D        | Tomáš Mojžíš       | Slovan Bratislava   | Risoluzione contratto |
| A        | Juraj Mikúš        | Slovan Bratislava   | Risoluzione contratto |
| D        | Jiří Hunkes        | Sparta Praga        | Prestito              |

Legenda: P=Portiere; D=Difensore; A=Attacco

### Scelte al Junior Draft
Aggiornato al 30 ottobre 2012
| Rd | Nr  | Nome           | Naz                  | Ruolo | anno | Squadra                       |
| -- | --- | -------------- | -------------------- | ----- | ---- | ----------------------------- |
| 1  | 31  | Tomáš Rachůnek | Rep. Ceca (bandiera) | A     | 1991 | Sparta Praga (Extraliga)      |
| 2  | 69  | Vojtěch Mozík  | Rep. Ceca (bandiera) | D     | 1992 | BK Mladá Boleslav (Extraliga) |
| 3  | 105 | Lukáš Žejdl    | Rep. Ceca (bandiera) | A     | 1991 | Slavia Praga (Extraliga)      |
| 4  | 132 | Jan Košťálek   | Rep. Ceca (bandiera) | D     | 1995 | Sparta Praga (Extraliga)      |
| 5  | 166 | Roman Will     | Rep. Ceca (bandiera) | P     | 1992 | Moncton Wildcats (QMJHL)      |

Legenda: P=Portiere; D=Difensore; A=Attacco

## Statistiche

### Squadra
Aggiornato all'11 marzo 2013
| Competizione | Stagione regolare | Stagione regolare | Stagione regolare | Stagione regolare | Stagione regolare | Stagione regolare | Stagione regolare | Stagione regolare | Stagione regolare | Stagione regolare | Playoff | Playoff | Playoff | Playoff | Playoff | Playoff | Playoff |
| Competizione | Pti               | PG                | V                 | VS                | VR                | P                 | PS                | PR                | GF                | GS                | PG      | V       | VS      | P       | PS      | GF      | GS      |
| ------------ | ----------------- | ----------------- | ----------------- | ----------------- | ----------------- | ----------------- | ----------------- | ----------------- | ----------------- | ----------------- | ------- | ------- | ------- | ------- | ------- | ------- | ------- |
| KHL          | 76                | 52                | 23                | 0                 | 1                 | 23                | 3                 | 2                 | 132               | 133               | 4       | 0       | 0       | 2       | 2       | 6       | 11      |

### Giocatori
Aggiornato all'11 marzo 2013
| Giocatore           | Stagione regolare | Stagione regolare | Stagione regolare | Stagione regolare | Stagione regolare | Playoff | Playoff | Playoff | Playoff | Playoff |
| Giocatore           | P                 | G                 | A                 | Pti               | PIM               | P       | G       | A       | Pti     | PIM     |
| ------------------- | ----------------- | ----------------- | ----------------- | ----------------- | ----------------- | ------- | ------- | ------- | ------- | ------- |
| Jakub Klepiš        | 45                | 20                | 18                | 38                | 24                | 4       | 0       | 0       | 0       | 0       |
| Ondřej Němec        | 52                | 6                 | 16                | 22                | 46                | 4       | 0       | 0       | 0       | 4       |
| Erik Christensen    | 41                | 11                | 10                | 21                | 18                | -       | -       | -       | -       | -       |
| Tomáš Surový        | 51                | 10                | 10                | 20                | 24                | 4       | 0       | 0       | 0       | 4       |
| Jakub Voráček       | 23                | 7                 | 13                | 20                | 22                | -       | -       | -       | -       | -       |
| Petr Vrána          | 51                | 6                 | 14                | 20                | 20                | 4       | 1       | 1       | 2       | 2       |
| Marcel Hossa        | 50                | 8                 | 11                | 19                | 20                | 4       | 0       | 0       | 0       | 14      |
| Tomáš Rachůnek      | 36                | 6                 | 9                 | 15                | 20                | 4       | 0       | 0       | 0       | 2       |
| Jiří Novotný        | 43                | 6                 | 9                 | 15                | 18                | 4       | 1       | 0       | 1       | 4       |
| Nicklas Danielsson  | 16                | 6                 | 8                 | 14                | 16                | 4       | 1       | 1       | 2       | 14      |
| Ľuboš Bartečko      | 32                | 6                 | 5                 | 11                | 8                 | -       | -       | -       | -       | -       |
| Juraj Mikúš (1987)  | 27                | 4                 | 7                 | 11                | 18                | -       | -       | -       | -       | -       |
| Zdeno Chára         | 25                | 4                 | 6                 | 10                | 24                | -       | -       | -       | -       | -       |
| Michal Řepík        | 47                | 4                 | 6                 | 10                | 32                | 4       | 1       | 2       | 3       | 8       |
| Nathan Oystrick     | 43                | 3                 | 6                 | 9                 | 42                | 4       | 0       | 3       | 3       | 2       |
| Jiří Hunkes         | 34                | 1                 | 7                 | 8                 | 38                | -       | -       | -       | -       | -       |
| Martin Škoula       | 21                | 1                 | 7                 | 8                 | 8                 | -       | -       | -       | -       | -       |
| Mārtiņš Cipulis     | 16                | 3                 | 3                 | 6                 | 2                 | 4       | 0       | 0       | 0       | 0       |
| Mathias Porseland   | 38                | 0                 | 6                 | 6                 | 24                | 2       | 0       | 0       | 0       | 0       |
| Jakub Krejčík       | 38                | 3                 | 2                 | 5                 | 16                | 4       | 0       | 0       | 0       | 2       |
| Juraj Mikuš         | 45                | 2                 | 3                 | 5                 | 14                | -       | -       | -       | -       | -       |
| Jakub Nakládal      | 14                | 1                 | 4                 | 5                 | 8                 | 4       | 0       | 0       | 0       | 2       |
| Sami Lepistö        | 11                | 0                 | 5                 | 5                 | 20                | 3       | 0       | 0       | 0       | 2       |
| Richard Gynge       | 7                 | 2                 | 2                 | 4                 | 6                 | 2       | 0       | 0       | 0       | 0       |
| Vitaly Karamnov     | 37                | 2                 | 2                 | 4                 | 16                | 1       | 0       | 0       | 0       | 0       |
| Michal Birner       | 24                | 1                 | 3                 | 4                 | 8                 | 2       | 1       | 2       | 3       | 0       |
| Roman Červenka      | 5                 | 1                 | 2                 | 3                 | 2                 | -       | -       | -       | -       | -       |
| Jaroslav Svoboda    | 24                | 2                 | 0                 | 2                 | 4                 | -       | -       | -       | -       | -       |
| Mikko Mäenpää       | 3                 | 1                 | 1                 | 2                 | 2                 | 4       | 1       | 1       | 2       | 2       |
| Alexandre Picard    | 11                | 1                 | 1                 | 2                 | 4                 | -       | -       | -       | -       | -       |
| Aleksandrs Ņiživijs | 7                 | 1                 | 0                 | 1                 | 2                 | 3       | 0       | 0       | 0       | 0       |
| Michal Sersen       | 12                | 1                 | 0                 | 1                 | 6                 | -       | -       | -       | -       | -       |
| Lukáš Cingel        | 15                | 1                 | 0                 | 1                 | 2                 | 3       | 0       | 0       | 0       | 0       |
| Jiří Hudler         | 4                 | 0                 | 1                 | 1                 | 2                 | -       | -       | -       | -       | -       |
| Tomáš Mojžíš        | 10                | 0                 | 1                 | 1                 | 4                 | -       | -       | -       | -       | -       |
| Jiří Sekáč          | 26                | 0                 | 1                 | 1                 | 8                 | 3       | 0       | 0       | 0       | 0       |
| Filip Pavlík        | 1                 | 0                 | 0                 | 0                 | 0                 | -       | -       | -       | -       | -       |
| Paul Szczechura     | 3                 | 0                 | 0                 | 0                 | 2                 | -       | -       | -       | -       | -       |

### Portieri
Aggiornato all'11 marzo 2013
| Giocatore      | Stagione regolare | Stagione regolare | Stagione regolare | Stagione regolare | Stagione regolare | Stagione regolare | Stagione regolare | Stagione regolare | Stagione regolare | Stagione regolare | Playoff | Playoff | Playoff | Playoff | Playoff | Playoff | Playoff | Playoff | Playoff | Playoff |
| Giocatore      | PG                | V                 | P                 | T                 | GA                | SV                | GAA               | %SV               | SH                | PMI               | PG      | V       | P       | T       | GA      | SV      | GAA     | %SV     | SH      | PMI     |
| -------------- | ----------------- | ----------------- | ----------------- | ----------------- | ----------------- | ----------------- | ----------------- | ----------------- | ----------------- | ----------------- | ------- | ------- | ------- | ------- | ------- | ------- | ------- | ------- | ------- | ------- |
| Ondrej Kocian  | 1                 | 0                 | 0                 | 2                 | 0                 | 2                 | 0.00              | 100               | 0                 | 0                 | -       | -       | -       | -       | -       | -       | -       | -       | -       | -       |
| Tomáš Pöpperle | 38                | 18                | 20                | 1029              | 85                | 944               | 2,25              | 91,7              | 6                 | 2                 | 4       | 0       | 4       | 117     | 11      | 106     | 2.64    | 90.6    | 0       | 0       |
| Jakub Štěpánek | 12                | 5                 | 7                 | 411               | 35                | 376               | 2,94              | 91,5              | 0                 | 0                 | -       | -       | -       | -       | -       | -       | -       | -       | -       | -       |
| Drew MacIntyre | 2                 | 0                 | 2                 | 55                | 6                 | 49                | 2,92              | 89,1              | 0                 | 0                 | -       | -       | -       | -       | -       | -       | -       | -       | -       | -       |

## Risultati

### Regular season
Legenda:PP = Gol in superiorità numerica; SH = Gol in inferiorità numerica; EN = Gol a porta vuota; PS = Gol su tiro di rigore
| Arbitri: | V. Bulanov R. Gofman |

|                                   |           |                  |
| L. Bartečko 36:36 T. Surový 50:59 | Marcatori | 16:51 M. Karsums |

| Arbitri: | A. Anisimov D. Naumov |

|                 |           |                                                                    |
| J. Klepiš 13:15 | Marcatori | 24:11 A. Khokhlachev 42:00 43:44 (PP) N. Bushuev 59:43 N. Shchitov |

| Arbitri: | A. Zakharov A. Cherenkov |

|                      |           |  |
| J. Klepiš 13:15 (PP) | Marcatori |  |

| Arbitro: | E. Romasko |

|  |           |                                                 |
|  | Marcatori | 13:15 (PP) E. Christensen 13:15 (SH) J. Svoboda |

| Arbitri: | Y. Deyev A. Ravodin |

|                                     |                |                                                    |
| T. Laakso 21:38 V. Schipachev 24:15 | Marcatori      | 07:56 J. Klepiš 34:07 (PP) O. Němec 65:00 J. Mikúš |
| E. Ketov N. Bergfors V. Schipachev  | Shootout 0 – 1 | E. Christensen J. Mikus J. Klepis                  |

| Arbitri: | V. Kiselyov A. Cherenkov |

|  |           |                                                                          |
|  | Marcatori | 08:43 J. Mikúš 23:06 M. Sersen 30:07 (PP) M. Hossa 48:00 (PP) J. Novotný |

| Arbitri: | S. Gusev P. Komarov |

|                                        |           |                   |
| J. Klepiš 12:01 59:41 J. Novotný 47:09 | Marcatori | 17:45 A. Nesterov |

| Arbitri: | A. Rogachyov I. Safiullov |

|                                      |           |                                                                      |
| P. Vrána 11:14 J. Voráček 21:56 (PP) | Marcatori | 02:54 T. Zhailauov 09:55 (PP) 17:42 (PP) B. Bochenski 36:07 N. Dawes |

| Arbitri: | D. Bondar V. Bulanov |

|                                                      |           |  |
| E.Christensen 18:13 (PS) 18:27 26:51 T. Surový 22:12 | Marcatori |  |

| Arbitri: | A. Rogachyov V. Nalivaiko |

| |           |                 |
| D. Platonov 05:39 S. Mozyakin 23:21 (PP) V. Antipin 24:43 (PP) 31:25 (PP) D. Kazionov 25:12 E. Malkin 39:26 (PP) | Marcatori | 08:16 A. Picard |

| Arbitri: | R. Kadyrov Y. Tsyplakov |

|                                                                                                 |           |                                     |
| K. Panov 09:55 A. Kostitsyn 15:39 V. Antipov 39:12 (SH) M. Yakutsenya 49:06 J. Bulis 54:12 (PP) | Marcatori | 04:34 M. Řepík 10:36 E. Christensen |

| Arbitri: | Y. Deyev A. Soin |

|                                                              |           |                                                                                    |
| A. Simakov 05:23 E. Gimatov 18:10 (PS) D. Sokolov 51:21 (PP) | Marcatori | 09:00 (PP) J. Mikúš 20:53 59:50 E. Christensen 37:48 T. Surový 46:02 (PP) J. Mikuš |

| Arbitri: | A. Belov V. Kiselyov |

|                                               |           |                                                                              |
| M. Hossa 26:43 O. Němec 27:57 J. Klepiš 52:43 | Marcatori | 02:49 A. Burdasov 09:37 (PP) V. Tikhonov 31:22 F. Fëdorov 57:35 V. Tarasenko |

| Arbitri: | J. Ronn E. Romasko |

|  |           |                  |
|  | Marcatori | 40:33 A. Ovečkin |

| Arbitri: | D. Bondar V. Nalivaiko |

|                                                                                 |           |                                |
| J. Pesonen 25:12 N. Kapanen 33:46 (PP) K. Korneyev 59:42 D. Abdullin 59:56 (EN) | Marcatori | 13:52 Z. Chára 54:36 J. Klepiš |

| Arbitri: | A. Rogachyov A. Ravodin |

|                                                          |                |                                      |
| N. Jakupov 21:59 (PP) I. Polygalov 39:20 P. Koukal 65:00 | Marcatori      | 29:30 (PP) J. Novotný 50:17 M. Hossa |
| T. Netík P. Koukal                                       | Shootout 2 – 1 | J. Mikúš E. Christensen M. Řepík     |

| Arbitri: | A. Sergeyev D. Naumov |

|                                                                        |           |                                |
| I. Mirnov 13:07 (PP) D. Parshin 17:18 N. Filatov 18:09 A. Svitov 49:03 | Marcatori | 04:21 J. Mikúš 34:53 J. Klepiš |

| Arbitri: | A. Ravodin I. Safiullov |

|                                                             |           |  |
| Y. Rylov 39:51 (PP) E. Ryasensky 42:33 (PP) P. Dacjuk 44:34 | Marcatori |  |

| Arbitri: | A. Belov S. Kulakov |

|                                 |           |                                                             |
| T. Surový 46:14 (PP) 58:10 (PP) | Marcatori | 24:08 A. Marchenko 31:51 (PP) M. Grabovsky 46:32 I. Radulov |

| Arbitri: | Y. Deyev S. Karabanov |

|                                    |           |                                                                 |
| M. Hossa 04:11 Z. Chára 17:50 (PP) | Marcatori | 25:01 A. Yefimov 38:06 (PP) R. Robitaille 61:54 (PP) F. Metlyuk |

| Arbitri: | A. Zakharov A. Cherenkov |

|                                                                                         |           |                                       |
| E. Christensen 02:58 T. Surový 20:54 33:35 (PP) O. Němec 52:19 (PP) J. Mikuš 59:20 (SH) | Marcatori | 18:55 (PP) A. Osipov 19:52 M. Pyörälä |

| Arbitri: | A. Zakharov A. Cherenkov |

|                                           |           | |
| J. Klepiš 11:17 (PP) 59:19 M. Hossa 42:52 | Marcatori | 06:06 (PP) M. Krivonozhkin 25:18 (PP) N. Zaitsev 50:37 (PS) A. Voroshilo 53:40 J. Enlund 56:05 A. Kopeikin |

| Arbitri: | K. Olenin J. Ronn |

|                  |           |                                     |
| J. Voráček 48:45 | Marcatori | 19:38 R. Kukumberg 25:45 M. Vondrka |

| Arbitri: | D. Bondar S. Gusev |

|                                        |           |                                                      |
| A. Uharau 04:25 (PP) J. Hietanen 50:46 | Marcatori | 11:33 J. Klepiš 13:55 (PP) Z. Chára 23:29 J. Novotný |

| Arbitri: | A. Ravodin S. Belyayev |

|                                      |           |                   |
| A. Chernikov 55:03 S. Kronwall 60:28 | Marcatori | 31:05 N. Oystrick |

| Arbitri: | A. Belov V. Bukin |

|                                   |           |                |
| A. Rybakov 02:49 A. Mikhnov 37:02 | Marcatori | 49:02 P. Vrána |

| Arbitri: | P. Komarov D. Naumov |

|                                                                |           |                                  |
| J. Voráček 13:47 M. Hossa 33:03 J. Klepiš 44:19 O. Němec 47:31 | Marcatori | 28:44 A. Mikhnov 41:17 K. Kalzou |

| Arbitri: | P. Komarov D. Naumov |

| |           |                                                            |
| R. Červenka 04:25 T. Surový 24:42 (PP) M. Škoula 27:30 (PP) L. Bartečko 31:25 49:00 J. Klepiš 35:39 M. Řepík 57:23 | Marcatori | 32:47 A. Kalyuzhny 37:00 S. Plotnikov 43:10 (SH) Y. Petrov |

| Arbitri: | E. Odins J. Ronn |

|                                     |           |                |
| K. Glazachev 12:43 J. Lehtera 23:36 | Marcatori | 26:00 M. Hossa |

| Arbitri: | S. Gusev R. Kadyrov |

|                                   |           |                                                  |
| K. Turukin 35:01 F. Metlyuk 47:20 | Marcatori | 01:01 L. Bartečko 19:48 M. Hossa 32:24 J. Klepiš |

| Arbitri: | V. Gashilov A. Rogachyov |

|                                     |           |                                           |
| D. Shitikov 07:05 P. Lindgren 58:53 | Marcatori | 15:29 J. Mikúš 33:32 49:01 E. Christensen |

| Arbitri: | S. Gusev A. Ravodin |

|                                                                           |           |                                         |
| J. Klepiš 16:52 T. Rachůnek 22:40 L. Bartečko 27:26 (PP) J. Voráček 59:29 | Marcatori | 47:47 (PP) M. Varnakov 48:21 A. Chernov |

| Arbitri: | R. Gofman J. Ronn |

|                                            |           |                |
| L. Višňovský 15:48 (PP) R. Kukumberg 23:52 | Marcatori | 27:10 Z. Chára |

| Arbitri: | S. Gusev A. Ravodin |

|                                                                                              |           |                        |
| N. Danielsson 16:06 50:27 J. Klepiš 34:25 (PP) J. Voráček 57:47 59:29 L. Bartečko 56:24 (SH) | Marcatori | 47:47 (PP) M. Varnakov |

| Arbitri: | V. Bulanov A. Ravodin |

|                                            |           |                                                                      |
| T. Rachůnek 07:26 N. Danielsson 59:49 (PP) | Marcatori | 29:20 (PP) S. Alshevsky 58:10 (SH) I. Polygalov 62:32 P. Khokhryakov |

| Arbitri: | A. Zakharov S. Karabanov |

|  |           |                                             |
|  | Marcatori | 10:39 (PP) L. Dārziņš 11:43 (PP) J. Pesonen |

| Arbitri: | A. Belov V. Kiselyov |

|                                         |           |                                                     |
| D. Kokarev 50:16 (SH) A. Tsvetkov 23:52 | Marcatori | 15:50 45:33 T. Rachůnek 23:53 (PP) 40:53 J. Krejčík |

| Arbitri: | A. Zakharov J. Ronn |

|                                                                                       |           |                                                             |
| K. Dallman 18:33 (PP) I. Nepryaev 21:39 P. Průcha 33:18 I. Koval'čuk 42:40 59:59 (PP) | Marcatori | 09:37 (PP) O. Němec 18:52 J. Voráček 34:48 Jaroslav Svoboda |

| Arbitri: | A. Vasilyev E. Odins |

|                           |           |  |
| E. Christensen 21:40 (PP) | Marcatori |  |

### Play-off
Legenda:PP = Gol in superiorità numerica; SH = Gol in inferiorità numerica; EN = Gol a porta vuota; PS = Gol su tiro di rigore
| Arbitri: | E. Odins J. Ronn |

|                                                                |           |                                    |
| I. Radulov 11:28 (PP) O. Kvasha 45:57 (PP) Y. Rylov 74:34 (PP) | Marcatori | 24:00 (PP) P. Vrána 55:17 M. Řepík |

| Arbitri: | E. Odins A. Soin |

|                                                          |           |                                          |
| A. Radulov 11:28 (PP) Y. Rylov 57:58 I. Grigorenko 89:36 | Marcatori | 22:17 (PP) N. Danielsson 44:23 M. Birner |

| Arbitri: | J. Ronn S. Kulakov |

|                  |           |                                                            |
| J. Novotny 20:46 | Marcatori | 28:12 (PP) I. Ozhiganov 28:51 P. Davis 52:14 N. Prokhorkin |

| Arbitri: | J. Ronn S. Kulakov |

|                       |           |                                         |
| M. Mäenpää 25:21 (PP) | Marcatori | 18:40 (PP) I. Radulov 21:13 S. Shirokov |